# Goldener Spatz 1989
Das 6. Nationale Festival Goldener Spatz für Kinderfilme der DDR in Kino und Fernsehen fand vom 4. Februar bis zum 10. Februar 1989 in Gera statt. Es war die sechste Auflage des Kinderfilmfestivals Goldener Spatz, welches 1979 erstmals ausgerichtet wurde.

## Beschreibung
Im Wettbewerb liefen 21 Animationsfilme, 16 Dokumentarfilme und Beiträge der Fernsehpublizistik, 13 Spielfilme und Fernsehspiele. Einer dieser war der Eröffnungsfilm Kai aus der Kiste unter der Regie von Günter Meyer.
Begleitend zum Festival gab es ein umfangreiches Rahmenprogramm in Gera, Jena und Pößneck. Beispielhaft dafür sind die folgenden Beiträge: Regieporträt Wolfgang Hübner, Werkschau des Regisseurs Walter Beck, Auswahlschau bedeutender Animationsfilme für Kino und Fernsehen, Retrospektive „30 Jahre Trickfilmstudio des Fernsehens der DDR Mahlsdorf“, Wettbewerbsbeiträge des 5. Nationalen Spielfilmfestival der DDR in Karl-Marx-Stadt, ausgewählte Filme für Erwachsene, in denen Kinder herausragende Rollen spielen.
Mit 50.000 Zuschauern besuchten laut „Neues Deutschland“ vom 13. Februar 1989 erneut sehr viele Menschen die Angebote des Festivals. Es kamen auch wieder viele Film- und Fernsehschaffende und Journalisten aus der DDR. 323 nahmen am Festival teil, sowie 100 Vertreter aus 16 Pionierfilmclubs der DDR. 56 ausländische Gäste aus 15 Ländern nahmen am Festival teil, darunter 25 aus der BRD und aus West-Berlin.

## Preisträger

### Preise der Jury des jungen Publikums
- Spielfilm/Fernsehspiel: „Kai aus der Kiste“, Regie: Günter Meyer, Produktion: Fernsehen der DDR
- Dokumentarfilm/Fernsehpublizistik: „Unser Brot“, Regie: Ursula Demitter, Produktion: DEFA-Studio für Dokumentarfilme
- Animationsfilm: „Vom Knaben der das Hexen lernen wollte“, Regie: Lothar Barke, Produktion: Fernsehen der DDR

### Preise der Fachjury
- Spielfilm/Fernsehspiel: „Das Herz des Piraten“, Regie: Jürgen Bauer, Produktion: DEFA-Studio für Spielfilme
- Dokumentarfilm/Fernsehpublizistik: „Ich bin klein, aber wichtig“, Regie: Konrad Weiß, Produktion: Fernsehen der DDR[1]
- Animation: „Die Bremer Stadtmusikanten“, Regie: Peter Pohler, Produktion: DEFA-Studio für Trickfilme